# Onderhandse akte
Onder het begrip onderhandse akte wordt verstaan iedere akte die niet als authentieke akte is opgemaakt. (Art. 156 lid 3 BRv) Onder het begrip 'akte' dient wettelijk te worden verstaan: een schriftelijk stuk dat tot bewijs kan dienen. (art. 156 lid 1 BRv) Zonder er vaak bij na te denken sluiten partijen (particulieren, bedrijven e.d.) vaak vele van deze onderhandse akten af. Eigenlijk kan wel gezegd worden dat iedere overeenkomst, die niet mondeling of notarieel wordt aangegaan, een onderhandse akte oplevert. De onderhandse akte kan bestaan uit een schriftelijk stuk met meerdere bladzijden. Het is dan gebruikelijk dat de partijen bij de overeenkomst de laatste bladzijde ondertekenen en de andere pagina's voorzien van een paraaf. Gewoonlijk worden de pagina's dan genummerd en aaneengehecht, zodat het duidelijk is dat zij bij elkaar horen. Er werd eerder gesteld dat de akte enkel al hetgeen is dat 'boven een handtekening' staat, maar dit kunnen dus meerdere pagina's zijn. 

## Voorbeelden
In Nederland geldt de hoofdregel dat overeenkomsten 'vormvrij' mogen worden aangegaan. Ook mondelinge afspraken zijn geldig. In bepaalde gevallen is een schriftelijke overeenkomst voorgeschreven. Er is dan sprake van een onderhandse akte. Een bekend voorbeeld van de schriftelijkheid is de aankoop van een woning door een particulier: deze dient wettelijk altijd schriftelijk aangegaan te worden (art. 7:2 lid 1 BW) 
Andere gevallen van onderhandse akte zijn (de schriftelijkheid is hier niet wettelijk verplicht) :
- een schriftelijke koopovereenkomst
- een schriftelijk huurcontract
- een schriftelijke arbeidsovereenkomst
- een schriftelijke schikkingsovereenkomst
- een schriftelijke overeenkomst van opdracht, bijvoorbeeld aan een makelaar

## Electronische vorm
Wettelijk kan een onderhandse akte tegenwoordig ook op een andere manier dan als een schriftelijk stuk tot stand komen. Voorwaarde voor een 'electronische' onderhandse akte is dat deze opgeslagen kan worden, geproduceerd kan worden en er bovendien uitdrukkelijke instemming is van de belanghebbende bij de akte. (art. 156a BRv)

## Bewijskracht
De onderhandse akte speelt een rol in het Nederlandse bewijsrecht, dat te vinden is in Afdeling 9 Wetboek van Burgerlijke Rechtsvordering (BRv) (het burgerlijk procesrecht). Anders dan bij de authentieke akte heeft de onderhandse akte geen dwingende bewijskracht. Degene die stelt dat een bepaalde onderhandse akte niet echt is, zal dit moeten bewijzen.  Het is tenslotte altijd aan de rechter om de bewijskracht van bewijsmiddelen te bepalen. (art. 162 lid 2 BRv) Daarbij kunnen alle omstandigheden van het geval een rol spelen, ook bij het beoordelen of een bewijsstuk wel echt is. 

## Registratie
Partijen bij een akte kunnen in bepaalde gevallen ertoe overgaan om de overeenkomst te laten registeren. Dit is in bepaalde gevallen wettelijk verplicht gesteld. Er is dan sprake van een onderhandse, geregistreerde akte. Registratie houdt in dat stukken worden aangeboden bij de Belastingdienst. Dit kan alleen bij de Afdeling Registratie van het belastingkantoor te Rotterdam. Het origineel van het stuk dient dan te worden aangeboden; registratie van een kopie is niet mogelijk. Registratie is thans alleen nog mogelijk voor akten waarvan de wet dit vereist. Het gaat dan om bepaalde pandrechten, bepaalde overdrachten van een vordering op naam (ook wel stille cessie genoemd) en levering van aandelen op naam in een beursvennootschap. De registratie geschiedt tenslotte kosteloos. De Belastingdienst bewaart geen kopie van het aangeboden stuk. 